# Golden Hinde
Golden Hinde – najwyższy szczyt na wyspie Vancouver w kanadyjskiej prowincji Kolumbia Brytyjska. Wznosi się na wysokość 2197 m n.p.m. (według innych danych 2195 m) Znajduje się na terenie parku prowincjalnego Strathcona Provincial Park. Należy do pasma Vancouver Island Ranges.
Nazwa góry pochodzi od wariantowej pisowni nazwy okrętu Francisa Drake'a, Golden Hind, na którym odbył on swoją podróż dookoła świata. Nazwę oficjalnie nadano 12 grudnia 1939 roku, w 360. rocznicę wizyty Drake'a w tych rejonach Kanady (liczba 360 miała symbolizować 360 stopni i podróż dookoła świata). Wcześniej górę nazywano Rooster's Comb („koguci grzebień”), ze względu na jej charakterystyczny kształt. Nazwę tę nadał w 1913 roku płk. Reginald Thompson.
Pierwszego wejścia na szczyt dokonali w 1912 lub 1913 roku Einar Anderson, W.R. Kent i W.W. Urquhart.